# Klub szalonego profesorka
Klub szalonego profesorka (ang. Mad Scientist Toon Club, 1993) – amerykański serial fabularny.

## Fabuła
Edukacyjny serial fabularny, w którym doktor Pi uczy np. jak zostać chemikiem czy dobrym szpiegiem.

## Obsada
- Michael Sorich – Dr. Pi